# Trawienie wewnątrzkomórkowe
Trawienie wewnątrzkomórkowe – proces trawienia typowy dla organizmów jednokomórkowych. Zachodzi wewnątrz wodniczek trawiennych, do których przyłączają się lizosomy wypełnione enzymami trawiennymi.
Specyficzny rodzaj trawienia wewnątrzkomórkowego występuje u gąbek, w których proces ten odbywa się w wyspecjalizowanych komórkach – choanocytach. Stamtąd strawiony pokarm jest dostarczany do pozostałych komórek.